# Сан-Мартіно-сулла-Марручина
Сан-Мартіно-сулла-Марручина (італ. San Martino sulla Marrucina) — муніципалітет в Італії, у регіоні Абруццо,  провінція К'єті.
Сан-Мартіно-сулла-Марручина розташований на відстані близько 150 км на схід від Рима, 70 км на схід від Л'Аквіли, 14 км на південь від К'єті.
Населення — 940 осіб (2014).
Щорічний фестиваль відбувається 19 березня. Покровитель — San Giuseppe.

## Демографія
Населення за роками:

Станом на 1 січня 2023 року в муніципалітеті офіційно проживали 52 іноземці з 13 країн, серед них 20 громадян країн Євросоюзу та 2 громадяни України.

## Сусідні муніципалітети
- Казакандітелла
- Фара-Філіорум-Петрі
- Філетто
- Гуардіагреле
- Рапіно